# Olympische Sommerspiele 1984/Teilnehmer (Irland)
| Gelbes Symbol für Goldmedaillen mit stilisierten Olympischen Ringen | Graues Symbol für Silbermedaillen mit stilisierten Olympischen Ringen | Braundes Symbol für Bronzemedaillen mit stilisierten Olympischen Ringen |
| ------------------------------------------------------------------- | --------------------------------------------------------------------- | ----------------------------------------------------------------------- |
| —                                                                   | 1                                                                     | —                                                                       |

Irland nahm an den Olympischen Sommerspielen 1984 in Los Angeles, USA, mit einer Delegation von 42 Sportlern (28 Männer und 14 Frauen) teil.

## Medaillengewinner

### Silber
| Name        | Sportart       | Wettkampf |
| ----------- | -------------- | --------- |
| John Treacy | Leichtathletik | Marathon  |

## Teilnehmer nach Sportarten

### Bogenschießen
- Hazel Greene Pereira
Frauen, Einzel: 20. Platz

- Mary Vaughan
Frauen, Einzel: 39. Platz

### Boxen
- Gerry Hawkins
Halbfliegengewicht: 9. Platz

- Phillip Sutcliffe
Bantamgewicht: 17. Platz

- Paul Fitzgerald
Federgewicht: 9. Platz

- Kieran Joyce
Weltergewicht: 9. Platz

- Sam Storey
Halbmittelgewicht: 17. Platz

- Tom Corr
Mittelgewicht: 9. Platz

### Judo
- Kieran Foley
Leichtgewicht: 7. Platz

### Kanu
- Ian Pringle
Einer-Kajak, 500 Meter: Halbfinale
Einer-Kajak, 1000 Meter: Halbfinale

### Leichtathletik
- Marcus O’Sullivan
800 Meter: Viertelfinale
1500 Meter: Halbfinale

- Paul Donovan
1500 Meter: Vorläufe

- Frank O’Mara
1500 Meter: Vorläufe

- Ray Flynn
5000 Meter: 11. Platz

- John Treacy
10.000 Meter: 9. Platz
Marathon: Silber

- Jeremy Kiernan
Marathon: 9. Platz

- Richard Hooper
Marathon: 51. Platz

- Liam O’Brien
3000 Meter Hindernis: Halbfinale

- Declan Hegarty
Hammerwurf: 16. Platz in der Qualifikation

- Conor McCullough
Hammerwurf: 21. Platz in der Qualifikation

- Caroline O’Shea
Frauen, 800 Meter: 8. Platz

- Monica Joyce
3000 Meter: Vorläufe

- Róisín Smyth
3000 Meter: Vorläufe

- Regina Joyce
Frauen, Marathon: 23. Platz

- Carey May-Edge
Frauen, Marathon: 28. Platz

- Mary Parr
Frauen, 400 Meter Hürden: Vorläufe

- Patricia Walsh
Frauen, Diskuswurf: 9. Platz

### Radsport
- Martin Earley
Straßenrennen, Einzel: 19. Platz
100 Kilometer Mannschaftsverfolgung: 16. Platz

- Paul Kimmage
Straßenrennen, Einzel: 27. Platz
100 Kilometer Mannschaftsverfolgung: 16. Platz

- Gary Thomson
Straßenrennen, Einzel: 39. Platz
100 Kilometer Mannschaftsverfolgung: 16. Platz

- Séamus Downey
Straßenrennen, Einzel: 43. Platz

- Philip Cassidy
100 Kilometer Mannschaftsverfolgung: 16. Platz

### Reiten
- Gerard Mullins
Springreiten, Einzel: 28. Platz

- Sarah Gordon
Vielseitigkeit, Einzel: 23. Platz
Vielseitigkeit, Mannschaft: 9. Platz

- David Foster
Vielseitigkeit, Einzel: 27. Platz
Vielseitigkeit, Mannschaft: 9. Platz

- Fiona Wentges
Vielseitigkeit, Einzel: 29. Platz
Vielseitigkeit, Mannschaft: 9. Platz

- Margaret Tollerton
Vielseitigkeit, Einzel: DNF
Vielseitigkeit, Mannschaft: 9. Platz

### Schießen
- Roy Magowan
Trap: 53. Platz

- Albert Thompson
Skeet: 51. Platz

### Schwimmen
- Carol Ann Heavey
Frauen, 100 Meter Freistil: 33. Platz
Frauen, 200 Meter Freistil: 20. Platz
Frauen, 400 Meter Freistil: 22. Platz

- Julie Parkes
Frauen, 100 Meter Schmetterling: 27. Platz
Frauen, 200 Meter Schmetterling: 21. Platz

### Segeln
- Bill O’Hara
Finn-Dinghy: 13. Platz